# Kanton Merville
Kanton Merville (francouzsky Canton de Merville) je francouzský kanton v departementu Nord v regionu Nord-Pas-de-Calais. Tvoří ho šest obcí.

## Obce kantonu
- Le Doulieu
- Estaires
- La Gorgue
- Haverskerque
- Merville
- Neuf-Berquin